# Pyhäntä
Pyhäntä este o comună din Finlanda.